# Mercedes-Dance
Mercedes-Dance, manchmal auch Mercedes Dance, ist das zweite Studioalbum des deutschen Sängers Jan Delay. Es erschien am 4. August 2006 bei Universal Records.

## Geschichte
Nach seinem Solodebüt Searching for the Jan Soul Rebels, das sich eher in Richtung Reggae orientierte, wandte sich Jan Delay auf Mercedes-Dance in Richtung Funk und Soul. Bläser, Funk orientierte Gitarren und auch Orgelsounds sind zu hören, der Hintergrundgesang ist oft soulorientiert. Bei Im Arsch wirkte Udo Lindenberg mit. Wenig später erschien das Live-Album Mercedes-Dance Live.

## Rezeption
Laut.de gab dem Album 4 von 5 Sternen. Dani Fromm schrieb: „Produziert mit einem stets auf den Dancefloor gerichteten Auge bietet Mercedes Dance alles, was eine Partynacht zu einer solchen macht.“ Das Album erreichte Platz 1 in Deutschland, Platz 3 in Österreich und Platz 2 in der Schweiz.

## Titelliste
1. Mercedes Dance Intro – 4:14
2. Klar – 4:55
3. Kartoffeln – 5:22
4. Kirchturmkandidaten – 4:23
5. Für immer und Dich – 4:34 (Cover des gleichnamigen Songs von Rio Reiser)
6. Feuer – 3:39
7. Gasthaus zum lachenden Stalin – 3:14
8. Plastik – 3:35
9. Ahn’ ich gar nich – 3:57
10. Raveheart – 3:57
11. Im Arsch (feat. Udo Lindenberg) – 4:17